# Білик Віктор Кирилович
Віктор Кирилович Бі́лик (7 червня 1937, Українка — 20 жовтня 1992, Київ) — український живописець; член Спілки радянських художників України з 1974 року. Батько живописця Павла Білика.

## З біографії
Народився 7 червня 1937 року в селі Українці (нині Сімферопольський район, Автономна Республіка Крим). 1965 року закінчив Київський художній інститут, де навчався у майстерні Віктора Пузиркова.
Помер у Києві 20 жовтня 1992 року.

## Творчість
Працював у галузях монументального (створював мозаїки, фрески, вітражі) та станкового живопису (писав тематичні картини, пейзажі, портрети). Серед робіт:
монументальні роботи
- монументально-декоративне панно «Знову квітнуть каштани» (1973, темпера);
- монументальні розписи в Республіканському телецентрі в Києві (1976—1977);
- стела «Герої Криворіжжя» у Кривому Розі (1979);

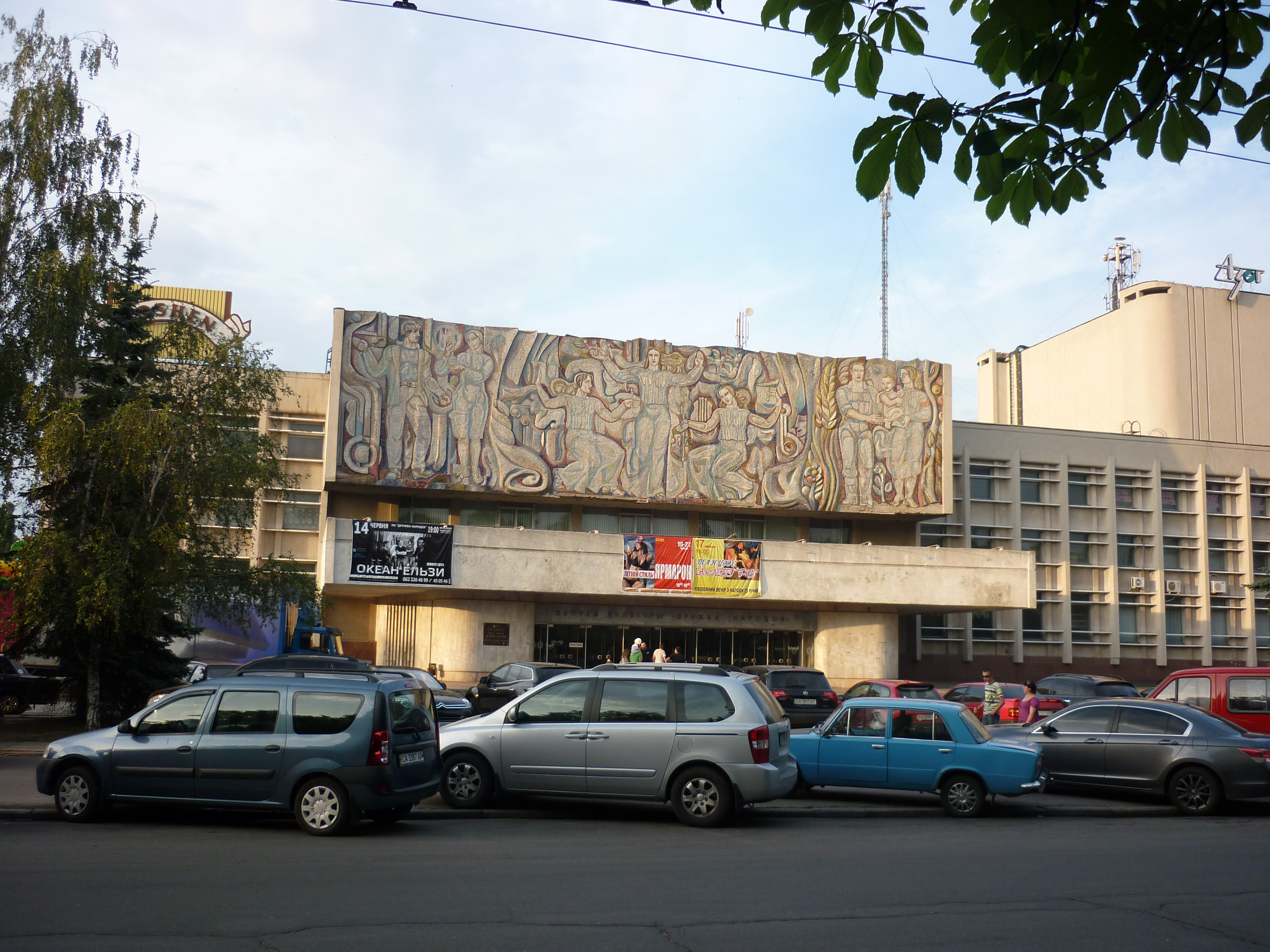
Мозаїка «Мир, праця, творчість».

- мозаїка «Мир, праця, творчість» у Палаці культури «Дружба народів» у Черкасах (1979);
- монументальні розписи на головних поштамтах у Києві та Сімферополі (обидва — 1980);

станкові твори
- тематичні картини «Хлібороб» (1973), «На світанку. П. Шмідт» (1987), «Вставайте, кайдани порвіте» (1989), «Бабин яр» (1990);
- пейзажі з серій «По Німеччині» (1986), «Заполяр'я» (1987—1988);
- портрети діячів культури: Лесі Українки, Євгенії Мірошниченко, Богодара Которовича, Сергія Параджанова, Стефана Турчака та інших.

У 1990 році провів персональні виставки у Берліні, Потсдамі.